# Naoaki Aoyama
Naoaki Aoyama (jap. 青山 直晃 Aoyama Naoaki; ur. 18 lipca 1986) – japoński piłkarz występujący na pozycji obrońcy, zawodnik Gamba Osaka.

## Życiorys

### Kariera klubowa
Od 2005 występował w japońskich klubach: Shimizu S-Pulse, Yokohama F. Marinos i Ventforet Kōfu oraz tajskim Muangthong United.
7 stycznia 2019 podpisał kontrakt z japońskim klubem Gamba Osaka, umowa do 31 stycznia 2020; bez odstępnego. 

### Kariera reprezentacyjna
Był reprezentantem Japonii w kategorii wiekowej U-23.

## Sukcesy

### Klubowe
Shimizu S-Pulse
- Zdobywca drugiego miejsca Pucharu Ligi Japońskiej: 2008

Muangthong United
- Zwycięzca Thai League 1: 2016
- Zdobywca drugiego miejsca Thai League 1: 2015, 2017
- Zdobywca drugiego miejsca Pucharu Tajlandii: 2015
- Zwycięzca Pucharu Ligi Tajlandzkiej: 2016, 2017
- Zdobywca drugiego miejsca Kor Royal Cup: 2016